# De bom (Doe Maar)
De bom is een single van de Nederlandse band Doe Maar, die in het najaar van 1982 in Nederland de nummer 1-positie van de destijds drie hitlijsten op de nationale publieke popzender Hilversum 3 (de Nederlandse Top 40, Nationale Hitparade en de TROS Top 50) wist te bereiken.

## Geschiedenis
De bom werd geschreven door keyboardspeler Ernst Jansz begin 1982. Hij schreef het nummer als reactie op de Koude Oorlog en het voorstel van de Amerikaanse regering om kruisraketten te plaatsen in Nederland. Op 9 april 1982 speelde de band het nummer voor het eerst op het No Nukes Festival, dat plaatsvond in de Jaarbeurs in Utrecht. Dit festival, waarop naast Doe Maar onder andere The Stranglers en The Sound speelden, werd georganiseerd als protest tegen de oplopende kernbewapening. Deze versie van het nummer leek echter nog in weinig op de versie die later op single zou verschijnen.
Nadat Henny Vrienten zich had gebogen over het arrangement van het nummer en enkele tekstuele aanpassingen had gedaan, kreeg het zijn definitieve vorm. Ernst Jansz zou hier later over zeggen: "Als Henny er niet aangezeten had, was het geen hit geworden". Vrienten stelde voor het nummer op naam van de gehele band te zetten om zo de royalty's te delen. Jansz zag dit niet zitten, niet vanuit financieel oogpunt, maar omdat hij De bom toch bovenal zijn artistieke creatie vond. Dit conflict had tot gevolg dat Vrienten in latere sessies weigerde arrangementen van Jansz te verbeteren, met name in het nummer Grote broer, wat indirect leidde tot de breuk van de band.

## Opname
In het najaar van 1982 besloot Doe Maar de studio in te gaan om het nummer De bom op te nemen als single, zonder hierbij de intentie te hebben het deel te laten uitmaken van een eventueel toekomstig album. In de maanden ervoor had de band drummer René van Collem ontslagen en vervangen door Jan Pijnenburg. Pijnenburg raakte echter, na zijn tweede optreden voor de band, bij een auto-ongeluk zwaargewond en was lange tijd uit de roulatie. Voor de single werd hierom besloten het nummer met zijn drieën in te spelen. Voor de drums maakte de band gebruik van een Linn drumcomputer, die werd ingeprogrammeerd door Vrienten en door de band liefdevol "onze vriendin Linn" werd genoemd. Ernst Jansz nam het merendeel van de vocals voor zijn rekening, maar in de langzame brug van het nummer was Vrienten de leadzanger. De gitaarsolo na het tweede refrein was de solo van Jan Hendriks, waardoor alle drie de kernleden van de band een rol op de voorgrond hadden in het nummer.

## B-kanten

### Skunk
Voor de B-kant van De bom werd een instrumentaal nummer van Vrienten gekozen, dat in dezelfde sessie als De bom werd opgenomen. Het nummer kreeg de titel Skunk mee, dat een samentrekking is van ska en punk. Deze titel werd eerder ook al gebruikt voor het eerste album van Doe Maar waar Vrienten aan meewerkte. In het nummer is evenals in De bom gebruikgemaakt van de Linn drumcomputer. Ondanks dat het een instrumentaal nummer is, is er wel koorzang te horen van Vrienten, Jansz en Hendriks.

### Man o man
Omdat het nummer Skunk slechts 1 minuut en 43 seconden duurde, was er ruimte voor een tweede B-kant op de single. Hiervoor greep de band terug op het nummer Man o man. De band had het nummer van Jansz en Hendriks oorspronkelijk met Joost Belinfante op basgitaar opgenomen voor het album Skunk in 1980. Nadat Vrienten zich als vaste bassist bij de band had gevoegd en enkele nummers had ingebracht, werd besloten het nummer niet op de plaat op te nemen. Ondanks dat het nummer niet officieel was uitgebracht, speelde de band het wel regelmatig live, onder andere tijdens hun optreden op Pinkpop 1982 en op het No Nukes Festival. Voor de B-kant van De bom werd de oorspronkelijke opname gebruikt uit 1980. Deze opname werd verrijkt met nieuw gearrangeerde koortjes van Hendriks en Vrienten en blazerspartijen van Belinfante. De steeldrumpartij, die Jansz speelde in de oorspronkelijke versie, werd eruit gemixt.

### Latere uitgaven
De nummers Skunk en Man o man zijn, samen met Grote broer dat als B-kant op de single Macho stond, lange tijd niet heruitgegeven. In 1999, ten tijde van de eerste reünieconcerten kwam het verzamelalbum Alles uit, dat, in tegenstelling tot de titel doet vermoeden, een bloemlezing was uit het oeuvre van de band, verspreid over twee cd's. Op dit album werden voor het eerst enkele eerder onbekende werken opgenomen en de niet eerder heruitgegeven B-kanten. Opvallend bij deze uitgave was dat de nummers Skunk en Man o man samen, als één track, zijn opgenomen op het verzamelalbum. In 2007 werd het driedubbel verzamelalbum Écht alles uitgegeven, dat, op de nummers van Doe-de-dub en enkele andere remixen na, een complete verzameling was van het Doe Maar werk tot 1984. Ook op dit verzamelalbum bleef de keuze, om beide nummers in een track te vatten, staan. Ditzelfde gold voor de heruitgave van De bom op cd-single, die de uitgave van het verzamelalbum vergezelde.
In 2012 verscheen De Doos van Doe Maar bij Top Notch, dat een compleet oeuvreoverzicht was. In deze verzamelbox werd het album Singles, tussendoortjes en andere stukken opgenomen, met hierop zowel Skunk als Man o man. De nummers werden op dit album voor het eerst weer gescheiden van elkaar. De nummers staan zelfs niet achtereenvolgens op de cd, omdat er gekozen is voor een chronologische opbouw van de cd's en de nummers uit twee totaal verschillende periodes van de band afkomstig zijn. Het nummer Man o man staat als derde en Skunk als twaalfde op de tracklist.

## Hoesontwerp
Voor het ontwerp van de hoes, greep de band terug op het ontwerp van Skunk: een groen-roze voorkant met gele opdruk in harde neonkleuren. Dit ontwerp werd tijdens de opnames van Skunk bedacht door Vrienten, die het aldaar demonstreerde met potjes roze en groene ecoline. De kleuren roze, groen en geel groeiden in de jaren erna uit tot de vaste kleuren van Doe Maar. Het enige verschil tussen de album- en de singlevoorkant is dat de diagonale kleurscheiding op het album van linksonder naar rechtsboven liep en op de single van linksboven naar rechtsonder. Daarnaast stond op het album de bandnaam linksboven en de titel op het diagonaal, terwijl op de single de titel rechtsboven stond en de bandnaam diagonaal. Zowel voor de single als het album werd hetzelfde lettertype gebruikt.

## Achtergrond
Eind oktober 1982 werd De bom gedistribueerd naar de platenwinkels. De plaat wist goed de tijdgeest te omschrijven en werd in korte tijd erg populair. Doe Maar had met de singles Doris Day en Is dit alles van het album Doris Day en andere Stukken al twee top 10-hits op Hilversum 3 weten te scoren. Op 6 november 1982 kwam de plaat de Nederlandse Top 40 binnen en in zijn tweede week wist deze al de top 10 te bereiken. Op 4 december bereikte de plaat, mede door de aankopen voor Sinterklaas, de nummer 1-positie, waar deze vier weken zou blijven staan. Hierna zakte de plaat in vijf weken geleidelijk uit de Nederlandse Top 40. Ook in de Nationale Hitparade en de TROS Top 50 werd de nummer 1-positie bereikt. In de Europese hitlijst op Hilversum 3, de TROS Europarade, werd de 24e positie behaald en stond 4 weken in deze lijst genoteerd. In totaal zouden er zo'n 250 duizend exemplaren verkocht worden.
In België (Vlaanderen) was de plaat beduidend minder populair dan in Nederland, maar wist toch uiteindelijk de 7e positie in de Vlaamse Radio 2 Top 30 te behalen en de 5e positie in de voorloper van de Vlaamse Ultratop 50. In Wallonië werd géén notering behaald.
In 2007 werd het nummer opnieuw uitgegeven op cd-single door CNR Records. De single stond toen drie weken genoteerd in de Tipparade, maar wist uiteindelijk de Nederlandse Top 40 op destijds Radio 538 niet te bereiken.
Ook de publieke hitlijst op 3FM, de Mega Top 50, werd toen niet bereikt.
Sinds de allereerste editie in december 1999 staat de plaat onafgebroken genoteerd in de jaarlijkse NPO Radio 2 Top 2000 van de Nederlandse publieke radiozender NPO Radio 2. In het jaar 2000, ten tijde van de eerste reünieconcerten in de Rotterdam Ahoy, bereikte de plaat zijn hoogste notering op een 224e positie.

## Thematiek
Begin jaren 80 was de nucleaire wapenwedloop tussen de Verenigde Staten en de Sovjet-Unie op een hoogtepunt. De Amerikaanse regering, onder leiding van Ronald Reagan, was voornemens om kernwapens te plaatsen in Nederland. Dit plan leidde tot grote betogingen. Zo werd op 21 november 1981 een grote demonstratie gehouden op het Museumplein in Amsterdam, georganiseerd door Interkerkelijk Vredesberaad, waar ongeveer 400 duizend deelnemers op afkwamen.
In het nummer is dit engagement duidelijk te horen. De bom kan dan ook betiteld worden als een protestlied tegen kernwapens. Het lied somt allerlei zaken op om nog te doen voordat een kernwapen de wereld vernietigt. Tijdens de gitaarsolo worden de eerste vier regels van het Amerikaanse volkslied gefloten.
In het nummer is ook sprake van een liefdesgeschiedenis. Ondanks dat Jansz zich in de tekst lijkt te berusten in een naderende kernoorlog, vraagt hij zich af wie het onbekende meisje is dat hij ontmoet heeft.
Ten derde geeft Jansz in het nummer een beschrijving van het dagelijks leven. In de eerste twee coupletten kiest hij voor het persoonlijke perspectief en bezingt hij zijn eigen leven in de ik-vorm. Wat hierbij opvalt is dat hij over onderwerpen zingt, die veelal betrekking hebben op volwassenen, als zijn werkcarrière, agenda, cheques en verzekeringen. In het derde couplet wisselt Jansz van perspectief naar de jij-vorm en lijkt hij zich direct op jongeren te richten. In dit laatste couplet heeft hij het over huiswerk, het moeten behalen van een diploma en de formule E = mc2 (wat de theoretische basis vormt van de atoombom) uit de relativiteitstheorie van Einstein.
Het nummer eindigt met een opsomming van Duitse voorzetsels, die betrekking hebben op de derde naamval, gevolgd door een geigerteller die geluid maakt dat wijst op een plotseling toegenomen radio-activiteit.
Begin jaren 80 lieten meerdere artiesten in binnen- en buitenland van zich horen met nummers met een anti-oorlogs- of -bewapeningstekst, waarmee zij inhaakten op de actualiteit. De Britse band Fischer-Z maakte bijvoorbeeld het nummer Cruise missiles en de Duitse zangeres Nena 99 Luftballons.

## Liveversies
De bom was een livefavoriet van Doe Maar, die bij vele concerten gespeeld werd. In die hoedanigheid is het ook te horen op het Livealbum Lijf aan lijf uit 1983. Ook bij de twee afscheidsconcerten die de band gaf op 14 april 1984 stond het nummer op de setlijst en in die hoedanigheid verscheen het ook op de cd- en dvd-registratie hiervan.
In 2000 kwam Doe Maar bij elkaar voor een serie reünieconcerten, die in mei en juni van dat jaar gehouden werden in de Rotterdam Ahoy. Tijdens deze concerten was De bom het slotnummer. Een liveversie hiervan is te horen op het album en de dvd Hees van Ahoy. Ook tijdens de optredens in De Kuip Rotterdam en Werchter Boutique, die de band hield in 2008, werd het nummer gespeeld. Een liveversie van Werchter Boutique is opgenomen in De Doos van Doe Maar, die in 2012 werd uitgegeven door Top Notch.
De band werd hierna gevraagd voor een reeks Symphonica in Rosso, waarbij popacts zich laten bijstaan door een klassiek orkest. Ook bij deze concerten, die plaatsvonden in 2012 in het GelreDome, stond De bom op het programma, zoals terug te horen is op de cd- en dvd-registratie.
In 2013 kwam de band voor de laatste keer bij elkaar voor een clubtour, die zijn de Glad ijs tour noemden. Tijdens deze concerten was De bom opgenomen in de eerste toegift van het concert.

## Televisieoptredens en videoclip
Rond het uitbrengen van de single in oktober 1982, speelde Doe Maar De bom diverse malen op televisie. Zo was de plaat te horen én te zien in de popprogramma's AVRO's Toppop, Countdown en Nederland Muziekland van Veronica en in België (Vlaanderen) bij de BRT in de kerstspecial Een verhaal van vrede. Ondanks dat de eerder ontslagen René van Collem niet meespeelde op de single, was hij, als tijdelijk vervanger van Jan Pijnenburg, wél te zien in alle televisieoptredens van de band. Alle optredens, die bekend zijn van dit nummer zijn geplaybackt. Voor het optreden in Nederland Muziekland is wel een afwijkende geluidsband gebruikt.
In 1983 maakte Doe Maar, met grafisch ontwerper Jaap Drupsteen als regisseur, een videospecial voor het popprogramma Popformule van de TROS. In deze special die ook de Hilversum 3 hitlijst TROS Top 50 promootte, voorzagen zij een aantal van hun platen van een videoclip. Er werden zeven platen gekozen uit het oeuvre van de band, van tussen 1980 en 1983. Ook De bom werd voorzien van een videoclip. In de clip speelt Jansz een kantooremployée, die gekweld wordt door Vrienten, die opduikt in zijn aktetas. Naast Jansz en Vrienten zijn ook gitarist Hendriks en drummer Pijnenburg te zien in een rol. Voor de opnamen is een chromakeytechnologie gebruikt. Aan het einde loopt het nummer over in het nummer Walska, de instrumentale afsluiter van het album 4us.

## Verwijzingen naarDe bomin andere liedjes
In 1983 schreef Henk van der Molen voor Kinderen voor Kinderen het nummer Brief aan Ernst (van Doe Maar). Het nummer gaat over een meisje, dat een bewonderaar is van Doe Maar. Zij richt zich in de tekst direct tot Jansz en geeft haar reactie geeft op de negatieve lading van het nummer De bom. Het nummer wordt in de tekst onder andere beangstigend, somber en stom genoemd.
Het nummer De bom valt nooit van Herman van Veen uit 1983 is volgens schrijver Willem Wilmink een reactie op De bom. In de albumhoes van het verzamelalbum In Vogelvlucht schreef hij "De bom valt nooit is een reactie op regels als "Jij moet nog huiswerk maken, voordat de bom valt", in het liedje "De bom" van de popgroep Doe Maar. Het doemdenken als reden om je huiswerk niet te maken. Die vlieger gaat niet op, kinderen!".
In 1995 samplede Osdorp Posse De bom in het nummer Carrière maken op het album Afslag Osdorp. Tijdens de fade-out van het nummer is een vertraagde sample te horen van Jansz, die "carrière maken" zingt. In 2000 zou Def P van de Osdorp Posse zelf meerappen in het nummer Aan de bewoners van dit pand op het album Klaar van Doe Maar.

## Muzikanten

### De bom
- Ernst Jansz - zang en toetsen
- Jan Hendriks - gitaar en achtergrondzang
- Henny Vrienten - zang, basgitaar, achtergrondzang en programming
- Linn - drumcomputer

### Skunk
- Ernst Jansz - toetsen en achtergrondzang
- Jan Hendriks - gitaar en achtergrondzang
- Henny Vrienten - basgitaar, achtergrondzang en programming
- Linn - drumcomputer

### Man o man
- Ernst Jansz - zang en toetsen
- Jan Hendriks - gitaar en achtergrondzang
- Henny Vrienten - basgitaar en achtergrondzang
- Carel Copier - drums en achtergrondzang
- Joost Belinfante - "toeters"

## Coverversies

### Postmen ft. Def Rhymes
In het jaar 2000 verscheen bij V2 Records het tributealbum Trillend op mijn benen, waarop diverse Nederlandse en Belgische bands een ode brachten aan Doe Maar, door hun favoriete nummer van de band te vertolken. Op dit album stond een bewerking van De bom door de Rotterdamse reggae- en hiphopband Postmen. In het nummer stond een gastbijdrage van rapper Def Rhymz. Het nummer werd begin 2000 op single uitgebracht en behaalde eind januari 2000 de 3e plaats in de Nederlandse Top 40. In 2012 verscheen het album Versies/Limmen tapes, waarop diverse Nederhopartiesten hun interpretaties gaven op oude Doe Maar-nummers. Hierop werd de versie van Postmen opnieuw opgenomen, als enige eerder uitgebrachte nummer.

### Tha bomb
In 2000 bracht Paella Records onder de naam Tha bomb een houseversie uit van De bom. De maker van het nummer was Jonathan Joosten, die in 1998 onder de naam DJ Jonathan een tweetal hits scoorde met de nummers When I snap my fingers en Children (of the dark night). In Tha bomb werd enkel het intro van het oorspronkelijke lied gebruikt en als schrijvers staan zowel Jansz, voor de sample, als Joosten, voor de rest van de compositie, geregistreerd. De single verscheen in drie versies: een 2-track cd-single, een 4-track cd-single en een 12" vinylsingle. Alle versies bevatten naast een radiomix ook een of meer remixen van het nummer. Het nummer bereikte in juli 2000 de Tipparade, waarin het 7 weken genoteerd stond. Het nummer zou de Nederlandse Top 40 echter niet bereiken.

## Hitnoteringen

### Nederlandse Top 40
| Hitnotering: 06-11-1982 t/m 05-02-1983 | Hitnotering: 06-11-1982 t/m 05-02-1983 | Hitnotering: 06-11-1982 t/m 05-02-1983 | Hitnotering: 06-11-1982 t/m 05-02-1983 | Hitnotering: 06-11-1982 t/m 05-02-1983 | Hitnotering: 06-11-1982 t/m 05-02-1983 | Hitnotering: 06-11-1982 t/m 05-02-1983 | Hitnotering: 06-11-1982 t/m 05-02-1983 | Hitnotering: 06-11-1982 t/m 05-02-1983 | Hitnotering: 06-11-1982 t/m 05-02-1983 | Hitnotering: 06-11-1982 t/m 05-02-1983 | Hitnotering: 06-11-1982 t/m 05-02-1983 | Hitnotering: 06-11-1982 t/m 05-02-1983 | Hitnotering: 06-11-1982 t/m 05-02-1983 | Hitnotering: 06-11-1982 t/m 05-02-1983 |
| Week                                   | 1                                      | 2                                      | 3                                      | 4                                      | 5                                      | 6                                      | 7                                      | 8                                      | 9                                      | 10                                     | 11                                     | 12                                     | 13                                     |                                        |
| -------------------------------------- | -------------------------------------- | -------------------------------------- | -------------------------------------- | -------------------------------------- | -------------------------------------- | -------------------------------------- | -------------------------------------- | -------------------------------------- | -------------------------------------- | -------------------------------------- | -------------------------------------- | -------------------------------------- | -------------------------------------- | -------------------------------------- |
| Nummer                                 | 22                                     | 10                                     | 6                                      | 2                                      | 1                                      | 1                                      | 1                                      | 1                                      | 2                                      | 8                                      | 19                                     | 28                                     | 38                                     | uit                                    |

### Nationale Hitparade
| Hitnotering: 06-11-1982 t/m 05-02-1983 | Hitnotering: 06-11-1982 t/m 05-02-1983 | Hitnotering: 06-11-1982 t/m 05-02-1983 | Hitnotering: 06-11-1982 t/m 05-02-1983 | Hitnotering: 06-11-1982 t/m 05-02-1983 | Hitnotering: 06-11-1982 t/m 05-02-1983 | Hitnotering: 06-11-1982 t/m 05-02-1983 | Hitnotering: 06-11-1982 t/m 05-02-1983 | Hitnotering: 06-11-1982 t/m 05-02-1983 | Hitnotering: 06-11-1982 t/m 05-02-1983 | Hitnotering: 06-11-1982 t/m 05-02-1983 | Hitnotering: 06-11-1982 t/m 05-02-1983 | Hitnotering: 06-11-1982 t/m 05-02-1983 | Hitnotering: 06-11-1982 t/m 05-02-1983 | Hitnotering: 06-11-1982 t/m 05-02-1983 | Hitnotering: 06-11-1982 t/m 05-02-1983 | Hitnotering: 06-11-1982 t/m 05-02-1983 | Hitnotering: 06-11-1982 t/m 05-02-1983 | Hitnotering: 06-11-1982 t/m 05-02-1983 |
| Week                                   | 1                                      | 2                                      | 3                                      | 4                                      | 5                                      | 6                                      | 7                                      | 8                                      | 9                                      | 10                                     | 11                                     | 12                                     | 13                                     | 14                                     | 15                                     | 16                                     | 17                                     |                                        |
| -------------------------------------- | -------------------------------------- | -------------------------------------- | -------------------------------------- | -------------------------------------- | -------------------------------------- | -------------------------------------- | -------------------------------------- | -------------------------------------- | -------------------------------------- | -------------------------------------- | -------------------------------------- | -------------------------------------- | -------------------------------------- | -------------------------------------- | -------------------------------------- | -------------------------------------- | -------------------------------------- | -------------------------------------- |
| Nummer                                 | 37                                     | 12                                     | 4                                      | 2                                      | 1                                      | 1                                      | 1                                      | 1                                      | 2                                      | 2                                      | 2                                      | 5                                      | 6                                      | 16                                     | 23                                     | 27                                     | 37                                     | uit                                    |

### TROS Top 50
Hitnotering: 04-11-1982 t/m 10-02-1983. Hoogste notering: #1 (4 weken).

### TROS Europarade
Hitnotering: 12-12-1982 t/m 26-12-1982. Hoogste notering: #20 (1 week).

### NPO Radio 2 Top 2000
| Nummer met noteringen in de NPO Radio 2 Top 2000 | '99 | '00 | '01 | '02 | '03  | '04 | '05  | '06  | '07  | '08  | '09  | '10  | '11  | '12 | '13 | '14  | '15  | '16  | '17 | '18 | '19 | '20 | '21 | '22 | '23 | '24 |
| ------------------------------------------------ | --- | --- | --- | --- | ---- | --- | ---- | ---- | ---- | ---- | ---- | ---- | ---- | --- | --- | ---- | ---- | ---- | --- | --- | --- | --- | --- | --- | --- | --- |
| De bom                                           | 237 | 224 | 687 | 742 | 1070 | 954 | 1108 | 1111 | 1120 | 1002 | 1288 | 1389 | 1001 | 647 | 882 | 1281 | 1045 | 1030 | 968 | 910 | 863 | 896 | 672 | 409 | 477 | 409 |

1. ↑  Een vetgedrukt getal geeft de hoogste notering aan.